# باد غاندرسهايم
باد غاندرسهايم (بالألمانية: Bad Gandersheim) هي بلدة ألمانية تقع في ألمانيا في سكسونيا السفلى. يقدر عدد سكانها بـ 10,572 نسمة .